# Мэтис, Саманта
Сама́нта Мэ́тис (англ. Samantha Mathis, род. 12 мая 1970) — американская киноактриса.

## Ранние годы
Мэтис родилась в Бруклине, США. Мать Саманты, актриса Биби Беш, развелась с мужем, когда дочери было два года. В связи с тем, что дочь не с кем было оставить, мать брала её с собой на репетиции, поэтому всё её детство прошло на съемочных площадках. Это определило её дальнейшую судьбу. Мать не одобряла увлечение дочери театром и кино, но, несмотря на все протесты, Саманта настояла на своём, и в итоге посвятила жизнь актёрскому искусству.

## Карьера
Впервые Саманта снялась в рекламе детских товаров, когда ей было всего полгода. Затем, после длительного перерыва, она вновь появилась в рекламном ролике. Полноценная кинокарьера началась у неё в 1990 году. с фильма «Врубай на полную катушку», где она удачно исполнила роль поэтессы. Первую главную роль, принесшую ей успех, Мэтис сыграла в картине «То, что называют любовью», после которой была положительно отмечена критиками и режиссёрами.
Молодой перспективной актрисе пророчили грандиозное будущее, но её фильмография оказалась не вполне удачной. Многообещающие проекты, в которых она участвовала, один за другим терпели фиаско. Первым неудачным проектом оказался фильм по мотивам видеоигры «Супербратья Марио». После этого провала большие надежды возлагались на фильм «Сломанная стрела», но, увы, ожидания так же не оправдались.
На пике карьеры Саманте пришлось пережить две тяжёлых утраты. Трагическую гибель её парня Ривера Феникса и смерть матери, которую она очень сильно любила. Чтобы оправиться от этих потерь, Саманта с головой ушла в работу. Но сильные потрясения всё же подорвали её настрой, сказавшись на дальнейшем творчестве. Стать звездой первой величины ей так и не удалось.
Несмотря ни на что, актриса продолжает активно работать и участвовать в новых съёмках. Она полна оптимизма и верит в то, что её лучшая роль ещё впереди.
Наиболее значимым для Саманты Мэтис считается участие в фильме «Маленькие женщины», который завоевал огромную популярность и получил много престижных наград.

## Личная жизнь
Мэтис — вегетарианка. Она дружит с Сандрой Буллок и, помимо актёрской карьеры, пробует себя как профессиональный флорист. В настоящее время живёт в Лос-Анджелесе и продолжает сниматься.
В 1993 году встречалась с Ривером Фениксом.

## Избранная фильмография
| Год  |    | Русское название                               | Оригинальное название          | Роль             |
| ---- | -- | ---------------------------------------------- | ------------------------------ | ---------------- |
| 1989 | ф  | Запретное солнце                               | Forbidden Sun                  | Паула            |
| 1990 | ф  | Врубай на полную катушку                       | Pump Up The Volume             | Нора Диниро      |
| 1990 | тф | 83 часа до рассвета                            | 83 Hours 'Til Dawn             | Джули Бардок     |
| 1992 | ф  | Это моя жизнь                                  | This Is My Life                | Эрика Инджелс    |
| 1992 | мф | Долина папоротников: Последний тропический лес | FernGully: The Last Rainforest | Криста           |
| 1993 | ф  | То, что называют любовью                       | The Thing Called Love          | Миранда Пресли   |
| 1993 | ф  | Супербратья Марио                              | Super Mario Bros               | Принцесса Дейзи  |
| 1994 | ф  | Маленькие женщины                              | Little Women                   | Эми Марч         |
| 1995 | ф  | Сломанная стрела                               | Broken Arrow                   | Терри            |
| 1995 | ф  | Американский президент                         | The American President         | Джени Басдин     |
| 1999 | с  | За гранью возможного                           | The Outer Limits               | Мари Уэллс       |
| 2000 | ф  | Американский психопат                          | American Psycho                | Кортни Роулинсон |
| 2003 | с  | Сумеречная зона                                | The Twilight Zone              | Рэйчел Старк     |
| 2004 | ф  | Каратель                                       | The Punisher                   | Мария Кастл      |
| 2004 | ф  | Участь Салема                                  | Salem`s Lot                    | Сюзан Нортон     |
| 2005 | ф  | Отцы и сыновья                                 | Fathers and Sons               | Дженни           |
| 2005 | ф  | Американские детки                             | Kids in America                | Дженнифер Роуз   |
| 2006 | ф  | Поверь в меня                                  | Believe in Me                  | Джин Дризколл    |
| 2006 | ф  | Истинный цвет                                  | Local Color                    | Карла            |
| 2006 | с  | Доктор Хаус                                    | House                          | Мария Палко      |
| 2007 | с  | Остаться в живых                               | Lost                           | Оливия Гудспид   |
| 2009 | с  | Анатомия страсти                               | Grey`s Anatomy                 | Мелинда Прескотт |
| 2009 | ф  | Проклятая                                      | The New Daughter               | Кассандра Паркер |
| 2010 | ф  | Погребённый заживо                             | Buried                         | Линда Конрой     |
| 2011 | ф  | Подходящий день, чтобы сделать это             | Good Day for It                | Сара             |
| 2012 | ф  | Атлант расправил плечи: Часть 2                | Atlas Shrugged: Part II        | Дэгни Таггарт    |
| 2013 | с  | Под куполом                                    | Under the Dome                 | Элис Калверт     |
| 2016 | ф  | Американская пастораль                         | American Pastoral              | Пенни Хэмлин     |
| 2023 | ф  | Кладбище домашних животных: Кровные узы        | Pet Sematary: Bloodlines       | Кэти Крэндалл    |